# Boris Eikhenbaum
Boris Eikhenbaum (Voronej, 16 de outubro de 1886 — Leningrado, 2 de novembro de 1959) foi um crítico literário russo, um dos principais representantes do formalismo russo.

## Biografia
Filho do poeta e matemático Jacob Eichenbaum, após finalizar o ensino fundamental em 1905, foi para São Petersburgo e ingressou na Academia Médica Militar S.M. Kirov. Em seguida, estudou música na EP Raprof e história e filologia na Universidade Estatal de São Petersburgo; neste último dedicou a maior parte do seu tempo, publicou resenhas, artigos e críticas sobre literatura estrangeira extensivamente.
Um momento-chave na carreira de Eikhenbaum foi seu envolvimento com outros membros da Sociedade de Estudos da Linguagem Poética (OPOJAZ), criada em 1916. Seu ensaio Teoria do método formal é um dos mais relevantes no desenvolvimento da teoria formalista.